# Buried Fire
Buried Fire (en español, Fuego enterrado) es una novela de fantasía del renombrado autor Jonathan Stroud, famoso por la Trilogía de Bartimeo. Fue publicado en 1999 por Corgi (ISBN 0-7868-5194-5). Era parte de las Crónicas de Bomberos al principio, pero luego la serie fue disuelta. 

## Resumen del argumento
En la campaña inglesa, el descubrimiento de Anothers, cuya identidad se va revelando, ofrece una potencia a Michael más allá de sus sueños más locos si mantiene la seguridad de su secreto. Ahora debe elegir: renunciar a estas nuevas habilidades impresionantes, pero devastadoras y ayudar a su familia y amigos, erradicar el mal que se encuentra debajo de su tierra frágil, o unirse a los demás en su cruzada para proteger a sus dones y liberar al dragón - una opción que puede destruir todo el mundo que Michael ama. Los que tienen poder no se detendrán ante nada para mantener su secreto, mientras que aquellos que no lo necesitan portegerán a Michael para sobrevivir. Buried Fire combina elementos de fantasía y mitología en una historia fascinante del bien contra el mal.
- Datos: Q678155